# Caryl Neuenschwander
Caryl Neuenschwander (* 16. Januar 1984 in Landeyeux) ist ein ehemaliger Schweizer Eishockeyspieler, der 17 Jahre lang in der National League A für Fribourg-Gottéron, den Lausanne HC und SC Bern aktiv war. Mit dem SC Bern gewann er drei Mal die Schweizer Meisterschaft.

## Karriere
Der auf der Position des rechten Flügelstürmers agierende Caryl Neuenschwander spielte in seiner Jugend für den SC Bern, für den er im Verlauf der Saison 2001/02 in der Nationalliga A debütierte. In seiner zweiten NLA-Saison erspielte er sich einen Stammplatz bei den Stadtbernern, mit denen er im Spieljahr 2003/04 seine erste Schweizer Meisterschaft gewann. Er bestritt noch eine weitere Saison im Dress der Berner, ehe Neuenschwander 2005 zu Fribourg-Gottéron wechselte. Dort nahm er eine gewichtigere Rolle als zuvor in Bern ein und es gelang dem Stürmer seine Punkteausbeute deutlich zu steigern.
Nach vier Saisons bei Gottéron kehrte er in die Hauptstadt zurück. Mit den Mutzen errang der Akteur in der Saison 2009/10 zum zweiten Mal die Schweizer Meisterschaft. Im Dezember 2012 unterzeichnete Neuenschwander einen Kontrakt bei den SCL Tigers mit Gültigkeit ab der Saison 2013/14. Nachdem die Langnauer jedoch in der Ligaqualifikation dem Lausanne HC unterlagen und in die zweithöchste Spielklasse abstiegen, wechselte der Flügelstürmer stattdessen zu den Waadtländern und unterzeichnete einen Zweijahresvertrag beim Lausanne HC. Anschließend kehrte er zu Fribourg-Gottéron zurück, wo er ebenfalls für zwei Jahre unter Vertrag genommen wurde.
Am Ende der Saison 2017/18 beendete er seine Karriere nach 882 Spielen, 79 Toren und 114 Torvorlagen in der NLA und wurde Steuerberater.

### International
Für die Schweiz nahm Neuenschwander an der U18-Junioren-Weltmeisterschaft 2002 und der U20-Junioren-Weltmeisterschaft 2003 teil. Für die Seniorenauswahl stand Neuenschwander mehrfach auf dem Eis, allerdings ohne sich als Leistungsträger zu etablieren.

## Erfolge und Auszeichnungen
- 2004 Schweizer Meister mit dem SC Bern
- 2010 Schweizer Meister mit dem SC Bern
- 2013 Schweizer Meister mit dem SC Bern